# وادي النسناس

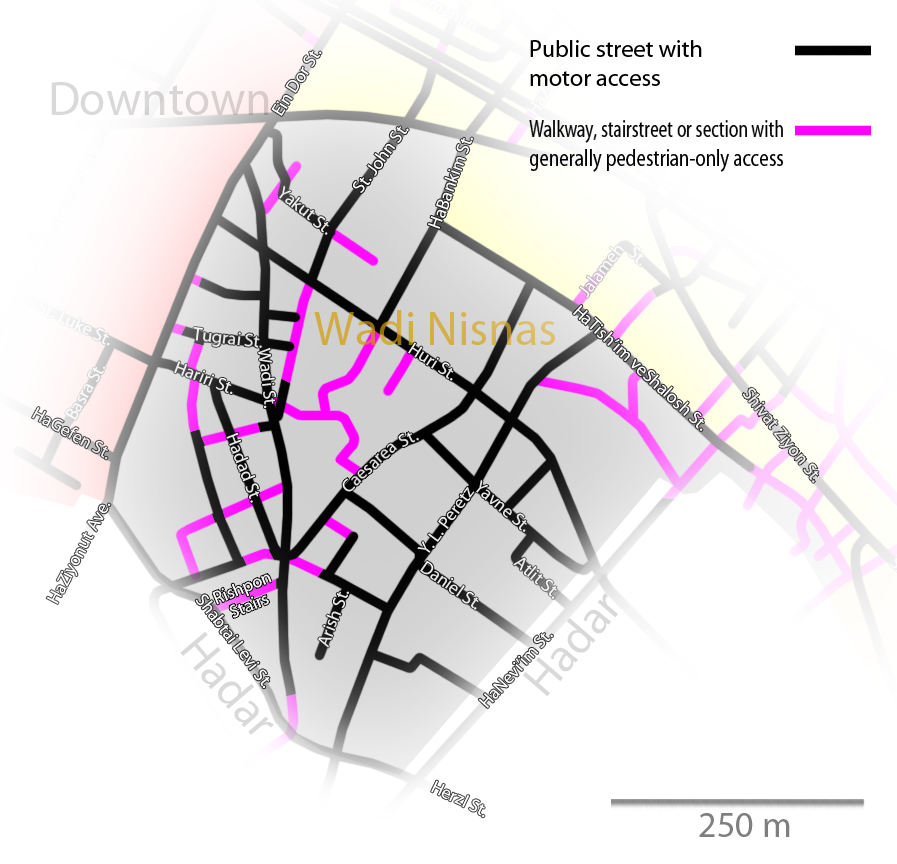
خريطة الحي

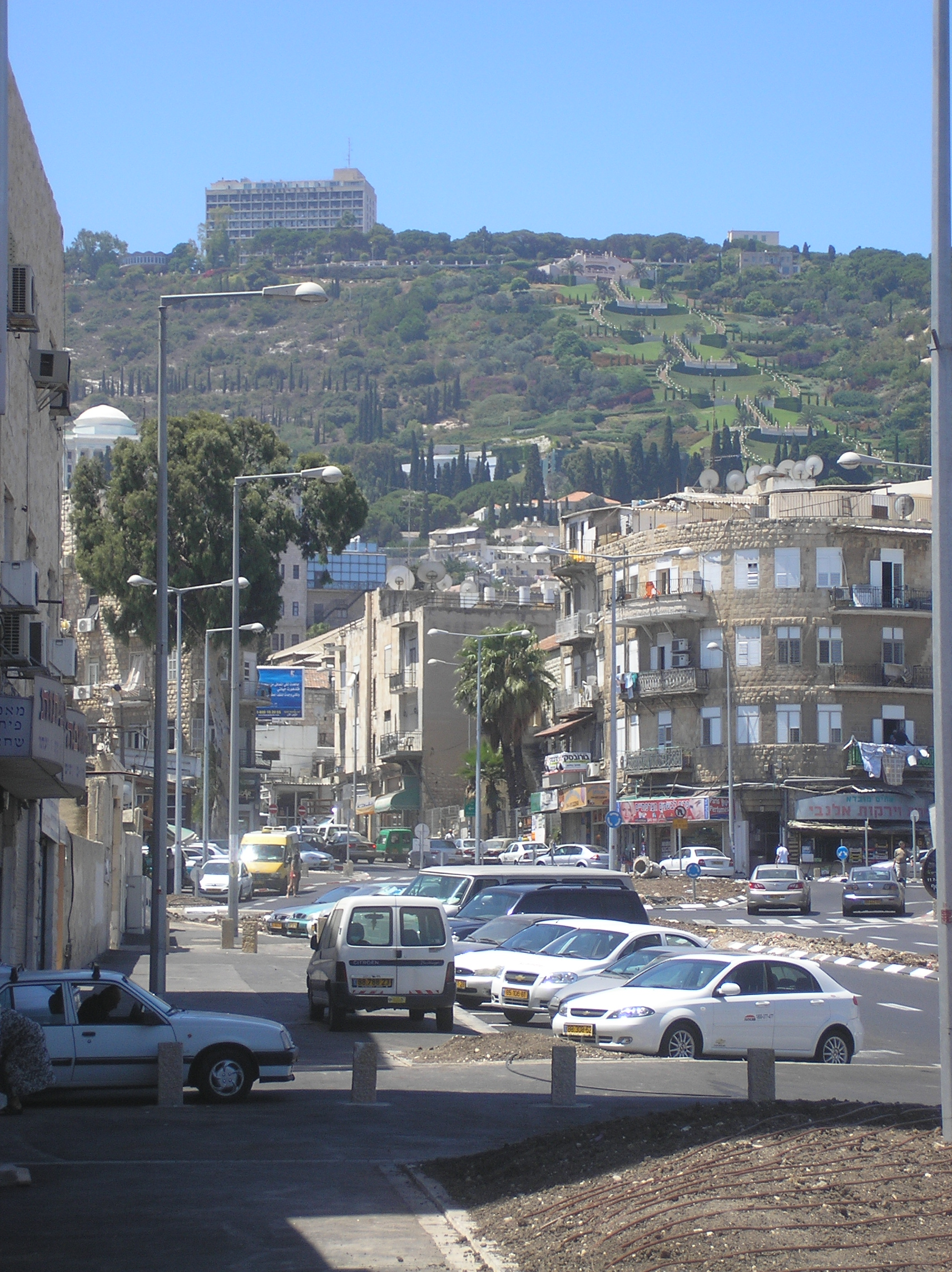
أحد شوراع حي النسناس

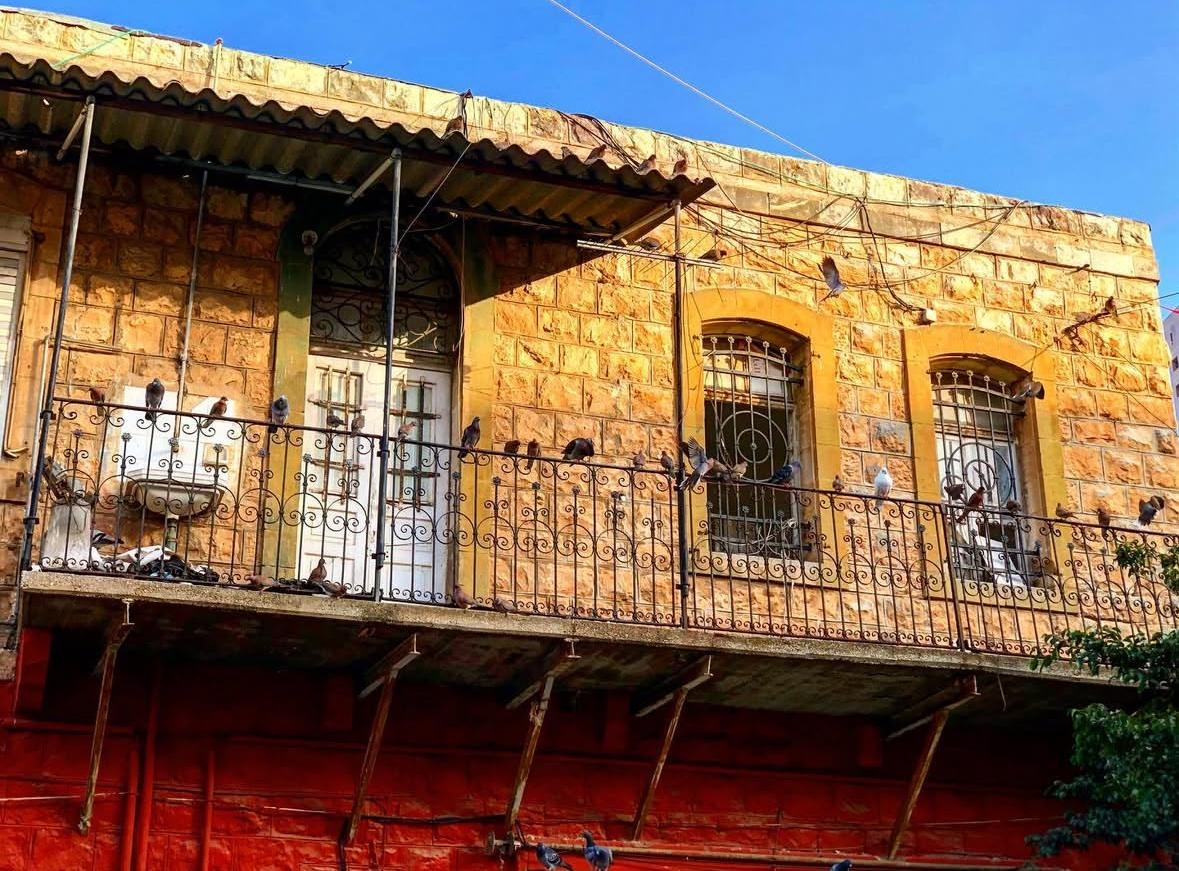
وادي النسناس - حيفا

وادي النسناس هو حي عربي في البلدة التحتى الواقعة في مدينة حيفا. وعدد سكان الحي يقارب الـ 8,000 مواطن. 
 تطور وادي النسناس في نهاية القرن التاسع عشر كحي عربي مسيحي خارج أسوار حيفا، بعد عام 1948 أصبح الحي مركزًا للمجتمع العربي في حيفا، مما يوفر للمجتمع خدمات تعليمية ودينية وغيرها من الخدمات المدنية والثقافية. تُقدر دائرة الإحصاء المركزية الإسرائيلية أنّ 66% من سكان وادي النسناس مسيحيون، وحوالي 31.5% مسلمون، والباقي يهود.
بين المعالم المركزية في الحي: سوق وادي النسناس، بيت الكرمة، مدرسة الأخوة ومدرسة مار يوحنا الإنجيلي. ويُقام كل سنة في الحي مهرجان عيد الأعياد.
تربى في الحي وعاش فيه شعراء وكتاب ومفكرين، منهم الشاعر الشعبي نوح إبراهيم «تلميذ القسّام» الذي ولد في الحي عام 1913 وترعرع فيه، والكاتب الفلسطيني أحمد دحبور الذي ولد عام 1946، والكاتب حسن البحيري صاحب كتاب «حيفا في سواد العيون»، تربى في الحي الكاتب إميل حبيبي، الذي كتب مقالاته في صحيفة الاتحاد المحلية عندما كان مقر الصحيفة في الحي. ومن الذين قطنوا الحي أيضاً، رغم أنه لم يولدوا فيه الشاعر محمود درويش، وكذلك سميح القاسم وصبري جريس، وكان في الحي مقر الحزب الشيوعي وجريدة الاتحاد، وإميل توما المنتمي للحزب الشيوعي.

## وصلات خارجية
- موقع بيت الكرمة
- موقع مدرسة مار يوحنا الإنجيلي